# Abri Gunsight Pass
L'abri Gunsight Pass, en anglais Gunsight Pass Shelter, est un refuge de montagne du comté de Flathead, dans le Montana, dans le Nord-Ouest des États-Unis. Situé à 2 117 mètres d'altitude dans le chaînon Lewis, il est protégé au sein du parc national de Glacier. Il est par ailleurs inscrit au Registre national des lieux historiques depuis le 14 février 1986.